# 2863 Ben Mayer
2863 Ben Mayer је астероид главног астероидног појаса са средњом удаљеношћу од Сунца која износи 3,162 астрономских јединица (АЈ).
Апсолутна магнитуда астероида је 12,0.